# Onthophagus variolaris
Onthophagus variolaris es una especie de insecto del género Onthophagus, familia Scarabaeidae, orden Coleoptera.
Fue descrita científicamente por Lansberge en 1883.